# Danaea urbanii
Danaea urbanii là một loài dương xỉ trong họ Marattiaceae. Loài này được Maxon mô tả khoa học đầu tiên năm 1924.